# محافظة تايدونغ
محافظة تايدونغ هي محافظة تقع في بيونغان الجنوبية، كوريا الشمالية.